# Berger bulgare
Pour les articles homonymes, voir Karakatchan, Saracatsanes, Berger (homonymie) et Bulgare.
Le berger bulgare (auparavant appelé berger karakatchan) est une race de chien de berger originaire des Balkans et élevée en Bulgarie. C'est une race canine préservée grâce au peuple karakatchan et à ses traditions pastorales. Les bergers bulgares n'hésitent pas à s'attaquer au loup et à l'ours. En Bulgarie, ils sont appelés volkodav qui signifie « égorgeur de loup ». Dans les bergeries, ils ont la queue et les oreilles coupées afin de ne laisser aucune prise aux loups. Il existe aussi en Bulgarie une race chevaline et une race ovine de ce nom karakatchan.

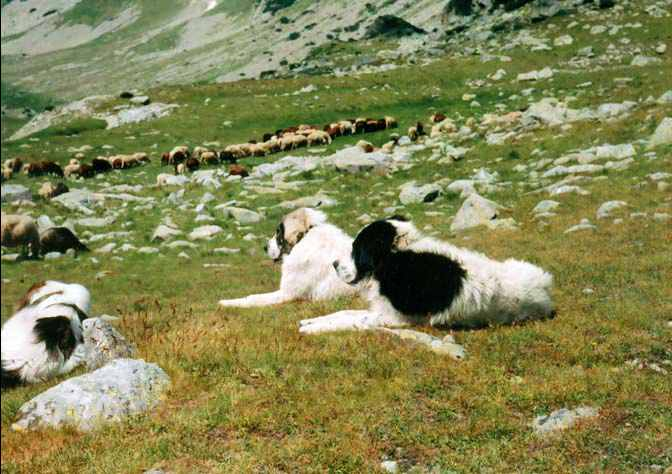
Gardant le troupeau
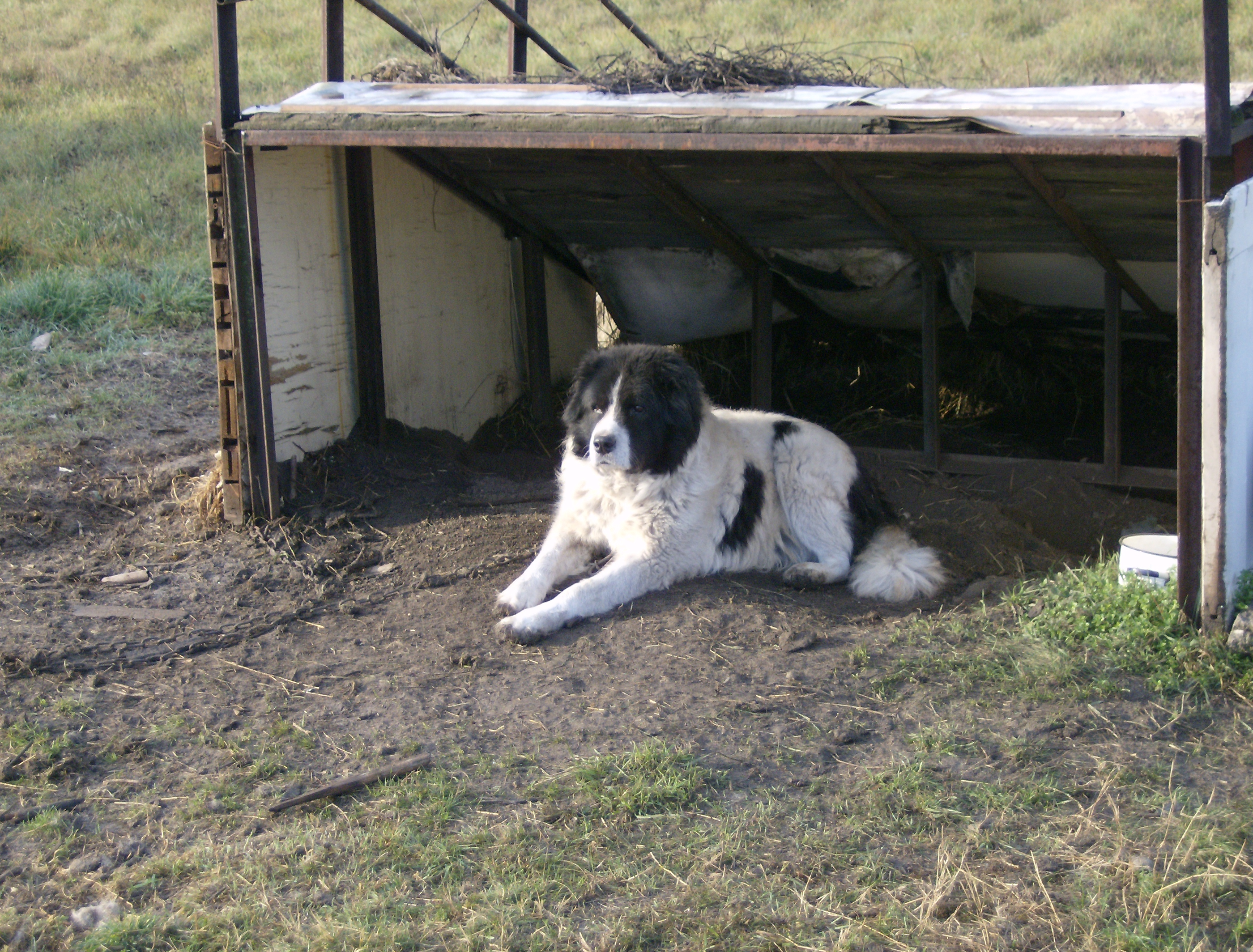
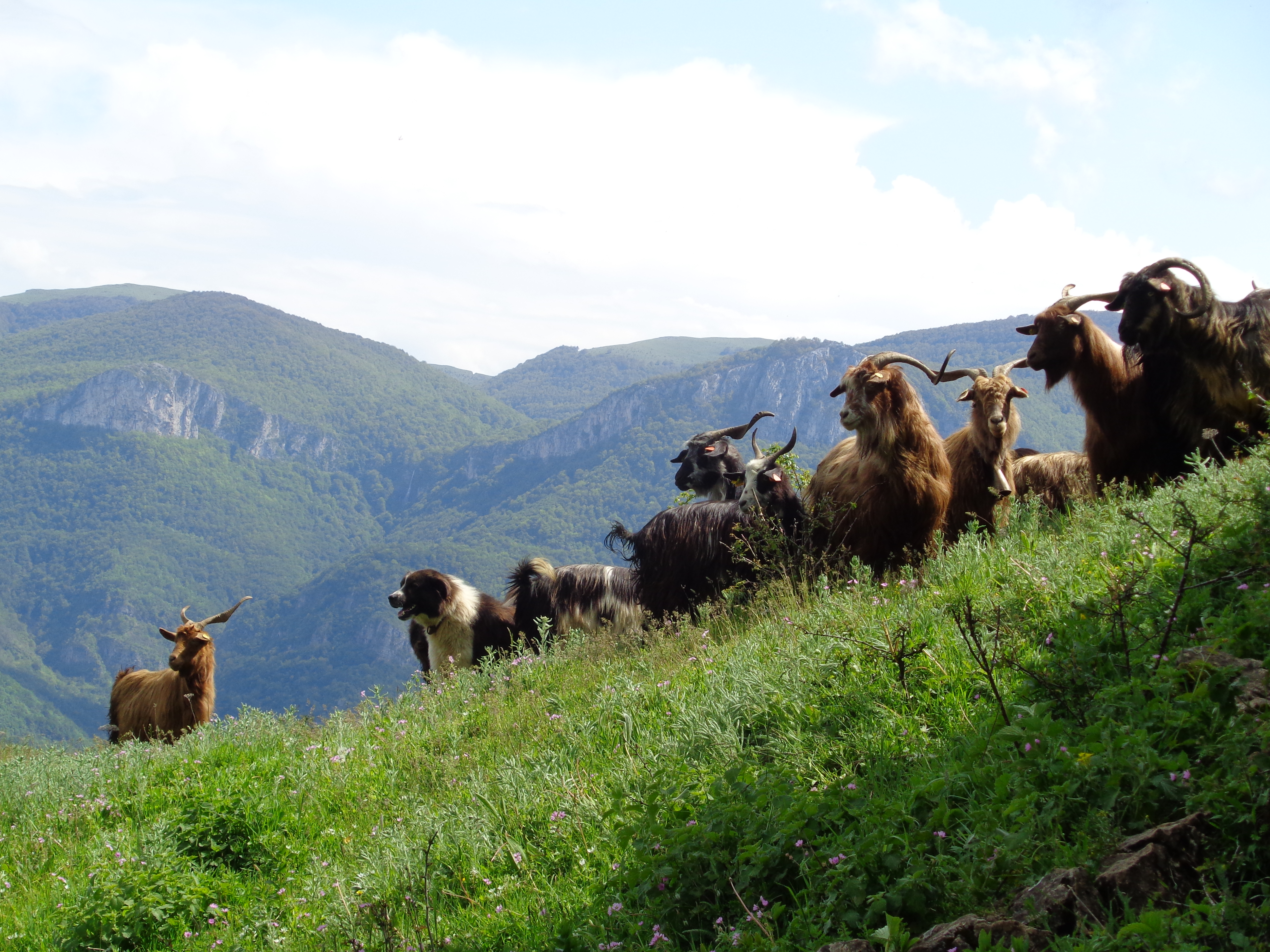